# Engenharia concorrente

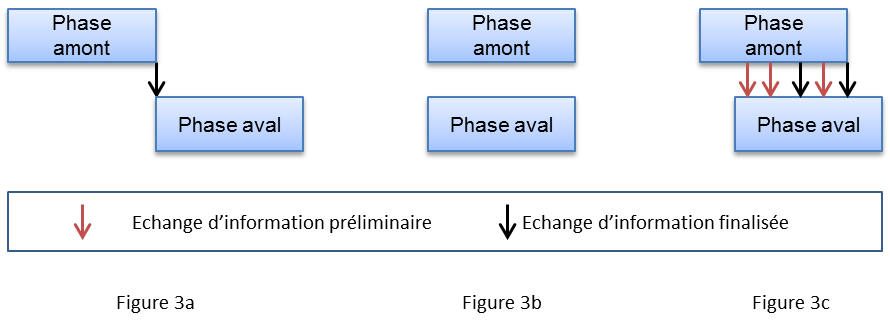
Exemplo de como funciona o processo de Engenharia concorrente.

Engenharia concorrente é uma metodologia de trabalho baseada na paralelização de tarefas -- isto é: na realização de tarefas concorrentemente. Ela se refere à abordagem usada no desenvolvimento de produtos na qual as funções de engenharia de projeto, de manufatura e outras, são integradas para reduzir o tempo total necessário para colocar um novo produto no mercado.